# Замбезия (мультфильм)
Замбезия (англ. Zambezia) — полнометражный мультфильм производства ЮАР.

## Сюжет
Кай — молодой сапсан, живущий с отцом Тендаем в Катонго и не имеющий друзей. Тем временем остановившиеся по пути седкоклювый ябиру Гого и ткачиха Тини, отбившиеся от марабу, рассказывают ему, что они отвозят вылупившихся птенцов в Замбезию — город всех птиц, находящийся на большом дереве, у водопада. Кай, не зная, что это за место, хочет отправиться туда и присоединиться к Ураганам (отряд, защищающий всех птиц Замбезии), но его отец выступает против. Обиженный на отца Кай отправляется в Замбезию вместе со стаей птиц. Прибыв на место, он соглашается на экскурсию по Замбезии у козодоя Изи и направляется к Ураганам, где в испытании занимает первое место и получает статус стажёра. Тендай, следуя за Каем, по пути остановился, чтобы подслушать разговор марабу с их боссом — вараном Будзо, и случайно попал к ним в плен. Тем временем в Замбезии начинается вечеринка, которую срывают марабу, похищая всех птиц-ткачиков для создания моста варанам.
Кай пытается помешать им и нарушает приказ. Из-за его действий соколёнка наказали, и он должен убирать после фестиваля и не может летать на задания. Ночью Кай, Зои(коршун с черными крыльями) и Изя осматриваются возле Замбезии, и видят марабу с Будзо. На следующий день Аякс(ламмергейер), не слушая Кая, выгоняет его из Ураганов. Гого забирает Кая и приводит к Секуру(африканский рыбный орел, старейшина Замбезии). Кай узнаёт, что он родился в Замбезии, и его отец тоже был Ураганом, и раньше уже было вторжение варанов, в котором погибла мать Кая, защищая яйцо (которым была Зои). Гого и Кай пробираются в пещеру, где пленяют Тендая, и Кай освобождает его. Когда мост был готов, марабу повесили его, но Будзо предал их и отправил на съедение остальным варанам. Кай решил присоединиться к защитникам Замбезии и отдал им приказ мешать варанам добираться до Замбезии. Сам Кай вместе с отцом отправился отбиваться от Будзо. Все птицы Замбезии, а также присоединившиеся к ним марабу, тоже начинают сражаться с Будзо, и он, наконец отцепившись от города, начинает падать вместе с Зои, которая запуталась в сети, накинутой на Будзо. Кай бросается на помощь, пытается отцепить Зои с криком «Я не брошу тебя!» Наконец, они спасаются. Отряд Ураганов разрушает мост, и все вараны падают. Марабу остаются жить в Замбезии. Все птицы отмечают Весенний праздник, Кай теперь вместе с Зои, и они основательно становятся Ураганами.

## Роли озвучивали
- Джереми Суарез — Кай
- Сэмюэл Л. Джексон — Тендай
- Эбигейл Бреслин — Зои
- Джефф Голдблюм — Аякс
- Дженифер Льюис — Гого
- Леонард Нимой — Секуру
- Джим Каммингс — Будзо/Марабу
- Ямал Миксон — Изи
- Ричард Грант — марабу Сесил
- Дэвид Шонесси — марабу Мортел
- Таня Гунади — Тини
- Норин ДеВулф — Пави
- Дип Рой — Мушана
- Кори Бёртон — Невилл, попугай-неразлучник
- Тресс Макнилл — неразлучница, жена Невилла
- Томас Кенни — марабу
- Сэм Ригел
- Фил ЛаМарр — птица-комментатор
- Кристен Резерфорд — Звуки птиц

## Прокат
Премьера в Израиле состоялась 5 июля 2012 года, в России — 19 августа 2012 года, в Болгарии и Исландии — 5 октября 2012 года, в Финляндии — 14 декабря 2012 года.